# 戦国無双2
『戦国無双2』（せんごくむそうツー）は、 2006年2月24日にコーエーより発売のアクションゲーム。戦国無双シリーズの第2作。
キャッチコピーは「かつてないスケールと爽快感で、戦国の世を切り開け。」。
PlayStation 2版は2006年2月24日、Xbox 360版は2006年8月17日、Windows版は2008年7月11日に発売。

## 特徴
前作から作品テーマを「天下分け目の戦い」と評される“関ヶ原の戦い”にシフトさせ、それに関係の深い武将が新たに追加された。
前作とは違い無双奥義のゲージが3つに区切られ、1つだけでも溜まれば無双奥義が発動できるようになった。さらに武将ごとに通常攻撃タイプ、チャージ攻撃タイプ、特殊技タイプに分けられ、タイプごとに攻撃方法が若干違う。無限城も引き続いて登場している。
新キャラクター

新キャラクターとして徳川家康、石田三成、浅井長政、島左近、島津義弘、立花誾千代、直江兼続、ねね、風魔小太郎、宮本武蔵が登場。NPCとして佐々木小次郎、柴田勝家も登場。
前作の『戦国無双』に登場した石川五右衛門、くのいち、今川義元は登場しない（双六モードでのみ顔を見せる）。また阿国、森蘭丸にはストーリーモードが無い。
新登場ステージ
大坂湾の戦い
小谷城の戦い
手取川の戦い
賤ヶ岳の戦い
九州征伐
小田原城攻略戦/小田原城防衛戦
関ヶ原の戦い
新ゲームモード
双六モード

## 戦国無双2 Empires
『戦国無双2 Empires』（せんごくむそうツー エンパイアーズ）は、コーエーより2006年11月16日に発売されたアクションゲーム。日本ではPS2版のみだが海外ではXbox 360版も発売されている。2010年7月29日には価格改定版も発売。
キャッチコピーは「鳴け、不如帰─」。
戦略シミュレーションゲームとアクションが同時に楽しめる。シナリオは天下統一を目指す「全国シナリオ」合計5本と、6つに区分された「地方シナリオ」がある（地方統一後は、全国シナリオへの移行も可能になっている）。様々な政策や特殊イベントがある。
- 正式な無双武将は新規登場しないが、戦国無双2シリーズの一般武将（モブキャラ）が使用可能になっており、総勢400人以上の武将を操作することが出来る。
  - 武器：刀・槍・薙刀
  - 無双武将と違い、グラフィックや声などが使いまわしの武将だが、今作でも「勇将、猛将、豪将、闘将、帥将、智将」の6種類の武将が登場する。また、色やモーション、特殊技がそれぞれ違っており、成長度合いや能力も異なる。
  - モーションによっては無双武将並みに戦闘能力がある一般武将もおり、各個人の能力とあいまって個性化されるようになった。そのため、一般武将では史実でも活躍した人物が高能力になる傾向がある（本多正信、毛利元就、北条氏康、小早川隆景、鍋島直茂など）。また、毛利元就、北条氏康、山中鹿之助などはグラフィックと声の組み合わせが他の武将とは意図的に変えられており、差別化されている。

- 新エディット武将も作成できる。
  - 武器：日本刀・槍・薙刀・無双武将の武器
  - 新武将登録で作成し、使用できるようになる武将。性別を選択でき、男だと上記の一般武将と同じ6種類と、それに『2』の護衛武将で登場した武者、忍者、僧兵ら4種類を加えた中でグラフィックを選ぶことが出来る。女だと『2』で護衛武将として参加した姫武者、女忍者、巫女の中から選択できる。共に声は4種類。
  - モーションは一般武将と同じ3種類の武器を選び、それぞれ特殊技を選ぶ形と既存の無双武将（戦国無双2に登場した無双武将）からモーション（選べないモーションもあり、また性別によっても選べるモーションは異なる）を選ぶ形がある。
  - 今作ではストーリーの初期設定時に大名以外の武将の配置を換えることが出来るため、新武将で好みの武将を作成し、好きな勢力に組み入れることが出来るようになった（風魔小太郎、前田慶次などが使えない）。

## 戦国無双2 猛将伝
『戦国無双2 猛将伝』（せんごくむそうツー もうしょうでん）は、 2007年8月23日にコーエーより発売のアクションゲーム。
キャッチコピーは「宿命を生き抜く、乱世の魂。」。
PS2版『戦国無双2』の拡張。『戦国無双2』と連動させることで戦国無双の物語やステージをプレイすることが出来る。しかし、2層式を採用したため初期型のPS2では起動出来ないという問題が起きた。
新キャラクター
前田利家、長宗我部元親、ガラシャが新たに登場。前田利家の場合、オリジナルでNPCとして登場はしていたが、一般武将の扱いでありキャラクターグラフィック等も汎用のものが使用されていた。『戦国無双 猛将伝』から今川義元が復活して参戦。NPCだった佐々木小次郎、柴田勝家がPCに昇格し使用可能に。
新ステージ
復活ステージ
桶狭間の戦い
新登場ステージ
四国征伐
新ゲームモード
傭兵演武

## 戦国無双2 with 猛将伝
Xbox 360で2008年3月19日に発売。『戦国無双2』『戦国無双2 猛将伝』の内容をワンパッケージで収録。

## 戦国無双2 with 猛将伝 & Empires HD Version
PS3とPS Vitaで2013年10月24日に発売。『戦国無双2』『戦国無双2 猛将伝』 『戦国無双2 Empires』の三作品が収録された作品。画質はXbox 360版と同様に720pに対応している。
PS3版は通常のパッケージ販売の他にダウンロード販売にも対応しており、ダウンロード販売のみ『戦国無双2 with 猛将伝』と『戦国無双2 Empires』の個別購入が可能。PS Vita版はダウンロード販売限定で、『戦国無双2 with 猛将伝』と『戦国無双2 Empires』の個別販売のみとなっている。
いずれもトロフィーに対応しており、その他、敵表示数の大幅増加やカメラの変更、Empiresでのエディットモデルの増加など様々な調整・追加要素あり。PS Vita版はアドホック通信で一部のモードを遊ぶことができる。